# Lygodactylus
Lygodactylus – rodzaj jaszczurek z rodziny gekonowatych (Gekkonidae).

## Zasięg występowania
Rodzaj obejmuje gatunki występujące w Afryce (Senegal, Gambia, Gwinea Bissau, Gwinea, Sierra Leone, Liberia, Wybrzeże Kości Słoniowej, Mali, Burkina Faso, Ghana, Togo, Benin, Niger, Nigeria, Kamerun, Czad, Sudan, Erytrea, Somalia, Etiopia, Sudan Południowy, Republika Środkowoafrykańska, Gwinea Równikowa, Wyspy Świętego Tomasza i Książęca, Gabon, Kongo, Demokratyczna Republika Konga, Rwanda, Burundi, Uganda, Kenia, Tanzania, Malawi, Zambia, Angola, Namibia, Botswana, Zimbabwe, Mozambik, Juan de Nova, Madagaskar, Eswatini, Południowa Afryka i wyspa Europa) i Ameryce Południowej (Brazylia, Boliwia i Paragwaj).

## Systematyka
Rodzaj zdefiniował w 1864 roku angielski zoolog John Edward Gray w artykule poświęconym jaszczurkom z Afryki Południowo-Wschodniej wraz z opisem nowych taksonów, opublikowanym na łamach „Proceedings of the Zoological Society of London”. Gatunkiem typowym jest (oznaczenie monotypowe) Lygodactylus capensis.

### Etymologia
- Lygodactylus: gr. λυγος lugos ‘giętka gałązka, witki’[9]; δακτυλος daktulos ‘palec’[10].
- Scalabotes: gr. ασκαλαβωτης askalabōtēs ‘cętkowana jaszczurka’[9]. Gatunek typowy (oznaczenie monotypowe): Scalabotes thomensis Peters, 1881.
- Microscalabotes: gr. μικρος mikros ‘mały’[11]; rodzaj Scalabotes Peters, 1881. Gatunek typowy (oznaczenie monotypowe): Microscalabotes cowanii Boulenger, 1883 (= Scalabotes bivittis Peters, 1883).
- Millotisaurus: Jacques Millot (1897–1980), francuski arachnolog, anatom, ichtiolog i etnolog; gr. σαυρος sauros ‘jaszczurka’[12]. Gatunek typowy: Millotisaurus mirabilis Pasteur, 1962.
- Domerguella: Charles Antoine Domergue (1914–2008), francuski przyrodnik i herpetolog; łac. przyrostek zdrabniający -ella[5]. Gatunek typowy (oryginalne oznaczenie): Lygodactylus miops Günther, 1891.
- Vanzoia: Paulo Emílio „Vanzo” Vanzolini (1924–2013), brazylijski herpetolog[13]. Gatunek typowy (oryginalne oznaczenie): Vanzoia klugei Smith, Martin & Swain, 1977.

### Podział systematyczny
Do rodzaju należą następujące gatunki:

- Lygodactylus angolensis Bocage, 1896
- Lygodactylus angularis Günther, 1893
- Lygodactylus arnoulti Pasteur, 1965
- Lygodactylus baptistai Marques, Ceriaco, Buehler, Bandeira, Janota & Bauer, 2020
- Lygodactylus bernardi FitzSimons, 1958
- Lygodactylus bivittis (Peters, 1883)
- Lygodactylus blancae Pasteur, 1995
- Lygodactylus blanci Pasteur, 1967
- Lygodactylus bonsi Pasteur, 1962
- Lygodactylus bradfieldi Hewitt, 1932
- Lygodactylus broadleyi Pasteur, 1995
- Lygodactylus capensis (Smith, 1849)
- Lygodactylus chobiensis Fitzsimons, 1932
- Lygodactylus conradti Matschie, 1892
- Lygodactylus conraui Tornier, 1902
- Lygodactylus decaryi Angel, 1930
- Lygodactylus depressus Schmidt, 1919
- Lygodactylus dysmicus (Perret, 1963)
- Lygodactylus expectatus Pasteur & Blanc, 1967
- Lygodactylus fischeri Boulenger, 1890
- Lygodactylus fritzi Vences, Multzsch, Gippner, Miralles, Crottini, Gehring, Rakotoarison, Ratsoavina, Glaw & Scherz, 2022
- Lygodactylus gamblei Lobón-Rovira, Bauer, Pinto, Trape, Conradie, Kusamba, Júlio, Cael, Stanley, Hughes, Behangana, Masudi, Pauwels & Greenbaum, 2023
- Lygodactylus grandisonae Pasteur, 1962
- Lygodactylus graniticolus Jacobsen, 1992
- Lygodactylus gravis Pasteur, 1965
- Lygodactylus grotei Sternfeld, 1911
- Lygodactylus guibei Pasteur, 1965
- Lygodactylus gutturalis (Bocage, 1873)
- Lygodactylus hapei Vences, Multzsch, Gippner, Miralles, Crottini, Gehring, Rakotoarison, Ratsoavina, Glaw & Scherz, 2022
- Lygodactylus heeneni de Witte, 1933
- Lygodactylus herilalai Vences, Multzsch, Zebe, Gippner, Andreone, Crottini, Glaw, Köhler, Rakotomanga, Rasamison & Raselimanana, 2024
- Lygodactylus heterurus Boettger, 1913
- Lygodactylus hodikazo Vences, Multzsch, Gippner, Miralles, Crottini, Gehring, Rakotoarison, Ratsoavina, Glaw & Scherz, 2022
- Lygodactylus incognitus Jacobsen, 1992
- Lygodactylus inexpectatus Pasteur, 1965
- Lygodactylus insularis Boettger, 1913
- Lygodactylus intermedius Pasteur, 1995
- Lygodactylus karamoja Lobón-Rovira, Bauer, Pinto, Trape, Conradie, Kusamba, Júlio, Cael, Stanley, Hughes, Behangana, Masudi, Pauwels & Greenbaum, 2023
- Lygodactylus keniensis Parker, 1936
- Lygodactylus kibera Lobón-Rovira, Bauer, Pinto, Trape, Conradie, Kusamba, Júlio, Cael, Stanley, Hughes, Behangana, Masudi, Pauwels & Greenbaum, 2023
- Lygodactylus kimhowelli Pasteur, 1995
- Lygodactylus klemmeri Pasteur, 1965
- Lygodactylus klugei (Smith, Martin & Swain, 1977)
- Lygodactylus laterimaculatus Pasteur, 1964
- Lygodactylus lawrencei Hewitt, 1926
- Lygodactylus leopardinus Lobón-Rovira, Bauer, Pinto, Trape, Conradie, Kusamba, Júlio, Cael, Stanley, Hughes, Behangana, Masudi, Pauwels & Greenbaum, 2023
- Lygodactylus lobeke Röll, Vaz-Pinto & Lobón-Rovira, 2024
- Lygodactylus madagascariensis (Boettger, 1881)
- Lygodactylus manni Loveridge, 1928
- Lygodactylus methueni Fitzsimons, 1937
- Lygodactylus miops Günther, 1891
- Lygodactylus mirabilis (Pasteur, 1962)
- Lygodactylus mirabundus Lobón-Rovira, Bauer, Pinto, Trape, Conradie, Kusamba, Júlio, Cael, Stanley, Hughes, Behangana, Masudi, Pauwels & Greenbaum, 2023
- Lygodactylus mombasicus Loveridge, 1935
- Lygodactylus montanus Pasteur, 1965
- Lygodactylus montiscaeruli Jacobsen, 1992
- Lygodactylus morii Vences, Multzsch, Zebe, Gippner, Andreone, Crottini, Glaw, Köhler, Rakotomanga, Rasamison & Raselimanana, 2024
- Lygodactylus namoroka Rakotoarison, Gippner, Multzsch, Miralles, Razafimanafo, Hasiniaina, Glaw & Vences, 2025
- Lygodactylus neglectus Ceríaco & Passos, 2023
- Lygodactylus nigropunctatus Jacobsen, 1992
- Lygodactylus nyaneka Marques, Ceriaco, Buehler, Bandeira, Janota & Bauer, 2020
- Lygodactylus ocellatus Roux, 1907
- Lygodactylus ornatus Pasteur, 1965
- Lygodactylus pakenhami Loveridge, 1941
- Lygodactylus pauliani Pasteur & Blanc, 1991
- Lygodactylus paurospilus (Laurent, 1952)
- Lygodactylus petteri (Pasteur & Blanc, 1967)
- Lygodactylus picturatus (Peters, 1870)
- Lygodactylus pictus (Peters, 1883)
- Lygodactylus rarus Pasteur & Blanc, 1973
- Lygodactylus regulus Portik, Travers, Bauer & Branch, 2013
- Lygodactylus rex Broadley, 1963
- Lygodactylus roavolana Puente, Glaw, Vieites & Vences, 2009
- Lygodactylus roellae Vences, Multzsch, Gippner, Miralles, Crottini, Gehring, Rakotoarison, Ratsoavina, Glaw & Scherz, 2022
- Lygodactylus salvi Vences, Multzsch, Gippner, Miralles, Crottini, Gehring, Rakotoarison, Ratsoavina, Glaw & Scherz, 2022
- Lygodactylus scheffleri Sternfeld, 1912
- Lygodactylus schwitzeri Vences, Multzsch, Zebe, Gippner, Andreone, Crottini, Glaw, Köhler, Rakotomanga, Rasamison & Raselimanana, 2024
- Lygodactylus scorteccii Pasteur, 1959
- Lygodactylus somalicus Loveridge, 1935
- Lygodactylus soutpansbergensis Jacobsen, 1994
- Lygodactylus stevensoni Hewitt, 1926
- Lygodactylus tantsaha Vences, Multzsch, Gippner, Miralles, Crottini, Gehring, Rakotoarison, Ratsoavina, Glaw & Scherz, 2022
- Lygodactylus tchokwe Marques, Ceriaco, Buehler, Bandeira, Janota & Bauer, 2020
- Lygodactylus thomensis (Peters, 1881)
- Lygodactylus tolampyae (Grandidier, 1872)
- Lygodactylus tsavoensis Malonza, Bauer, Granthon, Williams & Wojnowski, 2019
- Lygodactylus tuberosus Mertens, 1965
- Lygodactylus ulli Vences, Multzsch, Gippner, Miralles, Crottini, Gehring, Rakotoarison, Ratsoavina, Glaw & Scherz, 2022
- Lygodactylus verticillatus Mocquard, 1895
- Lygodactylus viscatus Vaillant, 1873
- Lygodactylus waterbergensis Jacobsen, 1992
- Lygodactylus wetzeli (Smith, Martin & Swain, 1977)
- Lygodactylus williamsi Loveridge, 1952
- Lygodactylus winki Vences, Multzsch, Gippner, Miralles, Crottini, Gehring, Rakotoarison, Ratsoavina, Glaw & Scherz, 2022
- Lygodactylus wojnowskii Malonza, Granthon & Williams, 2016